# 毛英傑
毛英傑（2003年4月4日—）為台灣棒球選手，目前效力於中華職棒樂天桃猿，守備位置為捕手。於2021年季中選秀中被樂天桃猿以第六輪第二十七順位選進。

## 經歷
- 臺東縣新生國小少棒隊
- 臺東縣新生國中青少棒隊
- 高雄市私立高苑高級工商職業學校青棒隊
- 中華職棒樂天桃猿（2021年8月－）

## 職棒生涯成績
| 年度 | 球隊     | 出賽 | 打數 | 安打 | 全壘打 | 打點 | 盜壘 | 三振 | 四死 | 壘打數 | 雙殺打 | 打擊率 | 上壘率 | 長打率 | OPS   |
| ---- | -------- | ---- | ---- | ---- | ------ | ---- | ---- | ---- | ---- | ------ | ------ | ------ | ------ | ------ | ----- |
| 2023 | 樂天桃猿 | 2    | 3    | 0    | 0      | 0    | 0    | 1    | 0    | 0      | 0      | 0.000  | 0.000  | 0.000  | 0.000 |
| 2024 | 樂天桃猿 | 1    | 3    | 1    | 0      | 0    | 0    | 1    | 0    | 2      | 0      | 0.333  | 0.333  | 0.667  | 1.000 |
| 合計 | 2年      | 3    | 6    | 1    | 0      | 0    | 0    | 2    | 0    | 2      | 0      | 0.167  | 0.167  | 0.333  | 0.500 |